# Liga a IV-a București
Liga a IV-a București este principala competiție fotbalistică din municipiul București, organizată de Asociația Municipală de Fotbal București (AMFB), situată în al patrulea eșalon al sistemului de ligi al fotbalului românesc.
Competiția este disputată de un număr variabil de echipe, în funcție de numărul echipelor retrogradate din Liga a III-a, al celor promovate din Liga a V-a București, precum și al echipelor care se retrag sau se înscriu în competiție. Campioana poate sau nu să promoveze în Liga a III-a, în funcție de rezultatul barajului de promovare disputat împotriva campioanei dintr-o serie județeană vecină.

## Istoric
Fotbalul din Municipiul București și din Regiunea București a inclus de-a lungul timpului, în afară de echipele participante la nivel național, un număr variabil de echipe de categorie inferioară, cuprinse în diferite formule organizatorice și competitive.
După 1948, ca urmare a organizării administrative și teritoriale a Republicii Populare Române, fotbalul din Municipiul București și din Regiunea București a fost condus de comisia municipală și comisia regională din cadrul forului de coordonare pentru cultură fizică și sport.
În Regiunea București, fotbalul a fost organizat în campionate regionale și raionale care au cuprins de-a lungul timpului echipe din județele actuale Ilfov, Giurgiu, Ialomița, Teleorman și Călărași, precum și din Municipiul București. Campionatul Regional București a fost desființat în 1968 odată cu noua reorganizare teritorială a țării și noul sistem competițional în care fiecare județ a înființat propriul său campionat de fotbal. Începând din acel an, fotbalul din Municipiul București a fost organizat de nou-înființatul Consiliu Municipal pentru Educație Fizică și Sport (CMEFS) București.
În Municipiul București formula competitivă a fost cea a campionatului municipal cu echipe din cele mai mari întreprinderi bucureștene, pe categorii valorice numite Onoare, Promoție și Sector. Un moment de vârf în această perioadă, care s-a încheiat după 1990, a fost intervalul de timp dintre 1964 și 1976, când destinele fotbalului din Capitală au fost asigurate de prof. Traian Tomescu, iar numărul de echipe, jucători, arbitri și antrenori a ajuns la un număr record, în condițiile unor competiții cu două serii la Categoria Onoare, alte patru serii la Categoria Promoție și câte una sau două serii pentru fiecare sector al Bucureștiului.
După 1992, fotbalul din Municipiul București a fost organizat în cadrul Asociației Municipale de Fotbal (AMFB), iar numărul echipelor incluse în competiții s-a redus din cauza condițiilor economice și financiare precare. Competiția a fost redenumită Divizia C – Faza Municipală, din 1997 s-a numit Divizia D, iar din 2006 este cunoscută ca Liga a IV-a.

## Lista campioanelor

### Campionatul Regional București
| Ed. | Sezon   | Campioană                                                      |
| --- | ------- | -------------------------------------------------------------- |
| 1   | 1951    | Dinamo 8 București                                             |
| 2   | 1952    | Spartac Giurgiu                                                |
| 3   | 1953    | Dinamo Oltenița                                                |
| 4   | 1954    | Flacăra București                                              |
| 5   | 1955    |                                                                |
| 6   | 1956    |                                                                |
| 7   | 1957–58 | Oltul Turnu Măgurele                                           |
| 8   | 1958–59 | CFR Roșiori                                                    |
| 9   | 1959–60 | CFR Roșiori                                                    |
| 10  | 1960–61 | Dunărea Giurgiu                                                |
| 11  | 1961–62 | Progresul Alexandria                                           |
| 12  | 1962–63 | Unirea Răcari                                                  |
| 13  | 1963–64 | Chimia Turnu Măgurele                                          |
| 14  | 1964–65 | Șantierul Naval Oltenița                                       |
| 15  | 1965–66 | Celuloza Călărași                                              |
| 16  | 1966–67 | Chimia Turnu Măgurele                                          |
| 17  | 1967–68 | Celuloza Călărași (Seria Est) Comerțul Alexandria (Seria Vest) |

### Campionatul Municipal București
| Ed.                   | Sezon                 | Campioană                   |
| Campionatul Municipal | Campionatul Municipal | Campionatul Municipal       |
| --------------------- | --------------------- | --------------------------- |
| 1                     | 1952                  | Dinamo 8 București          |
| 2                     | 1953                  | Progresul CPCS București    |
| 3                     | 1954                  | Știința București           |
| 4                     | 1955                  | Locomotiva MCF București    |
| 5                     | 1956                  |                             |
| 6                     | 1957–58               |                             |
| 7                     | 1958–59               | Bumbacul București          |
| 8                     | 1959–60               | Academia Militară București |
| 9                     | 1960–61               | Flacăra Roșie București     |
| 10                    | 1961–62               | Filaret București           |
| 11                    | 1962–63               | Flacăra Roșie București     |
| 12                    | 1963–64               | Metalul Floreasca           |
| 13                    | 1964–65               | Laromet București           |
| 14                    | 1965–66               | Dinamo Obor București       |
| 15                    | 1966–67               | TUG București               |
| 16                    | 1967–68               | Voința București            |
| 17                    | 1968–69               | Laromet București           |
| 18                    | 1969–70               | Constructorul București     |
| 19                    | 1970–71               | Dinamo Obor București       |
| 20                    | 1971–72               | UREMOAS București           |
| 21                    | 1972–73               | IOR București               |
| 22                    | 1973–74               | Automatica București        |
| 23                    | 1974–75               | ICSIM București             |
| 24                    | 1975–76               | Abatorul București          |
| 25                    | 1976–77               | Mecanică Fină București     |
| 26                    | 1977–78               | Vâscoza București           |
| 27                    | 1978–79               | Danubiana București         |
| 28                    | 1979–80               | Granitul București          |

| Ed.       | Sezon   | Campioană                        |
| --------- | ------- | -------------------------------- |
| 29        | 1980–81 | Dinamo Victoria București        |
| 30        | 1981–82 | Vâscoza București                |
| 31        | 1982–83 | URBIS București                  |
| 32        | 1983–84 | TMB București                    |
| 33        | 1984–85 | Voința București                 |
| 34        | 1985–86 | CFR BTA București                |
| 35        | 1986–87 | IMGB București                   |
| 36        | 1987–88 | URBIS București                  |
| 37        | 1987–88 | Mecos București                  |
| 38        | 1989–90 | Voința București                 |
| 39        | 1990–91 | Calculatorul București           |
| 40        | 1991–92 | Constructorul Feroviar București |
| Divizia C |         |                                  |
| 41        | 1992–93 | Viscofil București               |
| 42        | 1993–94 | Aversa București                 |
| 43        | 1994–95 | Electromagnetica București       |
| 44        | 1995–96 | Acumulatorul București           |
| 45        | 1996–97 | Inter Gaz București              |
| Divizia D |         |                                  |
| 46        | 1997–98 | Grivița București                |
| 47        | 1998–99 | Aversa București                 |
| 48        | 1999–00 | Venus RGAB București             |
| 49        | 2000–01 | Spic de Grâu București           |
| 50        | 2001–02 | Spic de Grâu București           |
| 51        | 2002–03 | Spic de Grâu București           |
| 52        | 2003–04 | FC Chitila                       |
| 53        | 2004–05 | Sportul Studențesc București II  |
| 54        | 2005–06 | Aversa București                 |

| Ed.         | Sezon       | Campioană                   |
| Liga a IV-a | Liga a IV-a | Liga a IV-a                 |
| ----------- | ----------- | --------------------------- |
| 55          | 2006–07     | Comprest GIM București      |
| 56          | 2007–08     | Progresul București II      |
| 57          | 2008–09     | Comprest GIM București      |
| 58          | 2009–10     | Spic de Grâu București      |
| 59          | 2010–11     | Metaloglobus București      |
| 60          | 2011–12     | FC Chitila                  |
| 61          | 2012–13     | FC Chitila                  |
| 62          | 2013–14     | Comprest GIM București      |
| 63          | 2014–15     | FC Chitila                  |
| 64          | 2015–16     | Progresul București         |
| 65          | 2016–17     | Progresul Spartac București |
| 66          | 2017–18     | Rapid București             |
| 67          | 2018–19     | Carmen București            |
| 68          | 2019–20     | Steaua București            |
| –           | 2020–21     | Nu s-a disputat (COVID-19)  |
| 69          | 2021–22     | CS Dinamo București         |
| 70          | 2022–23     | Daco-Getica București       |
| 71          | 2023–24     | ACS FC Dinamo București     |
| 72          | 2024–25     | CSU Știința București       |

1. ↑  Sezonul 2020–21 nu s-a disputat din cauza Pandemiei de COVID-19 din România.

## Palmares
| Club                             | Titluri | Sezoane căștigătoare               |
| -------------------------------- | ------- | ---------------------------------- |
| Spic de Grâu București           | 4       | 2000–01, 2001–02, 2002–03, 2009–10 |
| FC Chitila                       | 4       | 2003–04, 2011–12, 2012–13, 2014–15 |
| Comprest GIM București           | 3       | 2006–07, 2008–09, 2013–14          |
| FC Chitila                       | 3       | 2011–12, 2012–13, 2014–15          |
| Dinamo Obor București            | 3       | 1965–66, 1970–71, 1980–81          |
| Voința București                 | 3       | 1967–68, 1984–85, 1989–90          |
| Vâscoza București                | 3       | 1977–78, 1981–82, 1992–93          |
| Aversa București                 | 3       | 1993–94, 1998–99, 2005–06          |
| Dinamo 8 București               | 2       | 1951, 1952                         |
| Flacăra Roșie București          | 2       | 1960–61, 1962–63                   |
| Laromet București                | 2       | 1964–65, 1968–69                   |
| URBIS București                  | 2       | 1982–83, 1987–88                   |
| Inter Gaz București              | 2       | 1988–89, 1996–97                   |
| Flacăra București                | 1       | 1954                               |
| Progresul CPCS București         | 1       | 1953                               |
| Știința București                | 1       | 1954                               |
| Locomotiva MCF București         | 1       | 1955                               |
| Bumbacul București               | 1       | 1958-59                            |
| Academia Militară București      | 1       | 1959–60                            |
| Filaret București                | 1       | 1961–62                            |
| Metalul Floreasca                | 1       | 1963–64                            |
| TUG București                    | 1       | 1966–67                            |
| Constructorul București          | 1       | 1969–70                            |
| UREMOAS București                | 1       | 1971–72                            |
| IOR București                    | 1       | 1972–73                            |
| Automatica București             | 1       | 1973–74                            |
| ICSIM București                  | 1       | 1974–75                            |
| Abatorul București               | 1       | 1975–76                            |
| Mecanică Fină București          | 1       | 1976–77                            |
| Danubiana București              | 1       | 1978–79                            |
| Granitul București               | 1       | 1979–80                            |
| TMB București                    | 1       | 1983–84                            |
| CFR BTA București                | 1       | 1985–86                            |
| IMGB București                   | 1       | 1986–87                            |
| Calculatorul București           | 1       | 1990–91                            |
| Constructorul Feroviar București | 1       | 1991–92                            |
| Electromagnetica București       | 1       | 1994–95                            |
| Acumulatorul București           | 1       | 1995–96                            |
| Grivița București                | 1       | 1997–98                            |
| Venus RGAB București             | 1       | 1999–00                            |
| Sportul Studențesc București II  | 1       | 2004–05                            |
| Progresul București II           | 1       | 2007–08                            |
| Metaloglobus București           | 1       | 2010–11                            |
| Progresul București              | 1       | 2015–16                            |
| Progresul Spartac București      | 1       | 2016–17                            |
| Rapid București                  | 1       | 2017–18                            |
| Carmen București                 | 1       | 2018–19                            |
| Steaua București                 | 1       | 2019–20                            |
| CS Dinamo București              | 1       | 2021–22                            |
| Daco-Getica București            | 1       | 2022–23                            |
| ACS FC Dinamo București          | 1       | 2023–24                            |
| CSU Știința București            | 1       | 2024–25                            |